# Mistrzostwa Azji Juniorów w Lekkoatletyce 2006
12. Mistrzostwa Azji Juniorów w Lekkoatletyce – zawody lekkoatletyczne dla sportowców do lat 19, które odbyły się w Makau od 15 do 18 lipca 2006 roku.  Organizatorem czempionatu było Azjatyckie Stowarzyszenie Lekkoatletyczne. 

## Rezultaty
| PB – rekord życiowy \| SB – najlepszy wynik w sezonie 2006 \| NYR – rekord kraju juniorów młodszych \| NJR – rekord kraju juniorów \| NR – rekord kraju \| CR – rekord mistrzostw Azji juniorów \| w – wynik uzyskany przy zbyt silnym wietrze |

### Mężczyźni
| Konkurencja:                  | 1. miejsce                                                                              | Rezultat        | 2. miejsce                                                                                        | Rezultat     | 3. miejsce                                                                            | Rezultat   |
| Bieg na 100 m                 | Liang Jiahong                                                                           | 10.32 PB        | Taweesak Pooltong                                                                                 | 10.51 PB     | Takafumi Kumamoto                                                                     | 10.57      |
| Bieg na 200 m                 | Abdullah Al-Sooli                                                                       | 21.44           | Mohamed Salim Al-Rawahi                                                                           | 21.58        | Liu Xiongwei                                                                          | 21.78      |
| Bieg na 400 m                 | Mohamed Salim Al-Rawahi                                                                 | 47.40           | Reza Bouazar                                                                                      | 47.57        | Mitsuhiro Abiko                                                                       | 47.83      |
| Bieg na 800 m                 | Masato Yokota                                                                           | 1:51.34         | Ali Saad Al-Daran                                                                                 | 1:53.03      | Sajeesh Joseph                                                                        | 1:53.36    |
| Bieg na 1500 m                | Kamal Ali Thamer                                                                        | 3:49.74         | Daiki Sato                                                                                        | 3:50.89      | Mohammad Rostami                                                                      | 3:55.07 PB |
| Bieg na 5000 m                | Saad Salem Malek                                                                        | 14:29.65        | Saleh Marzooq Bakheet                                                                             | 14:30.97     | Nasser Jamal Nasser                                                                   | 14:32.79   |
| Bieg na 10 000 m              | Mohamed Abdou Bakheet                                                                   | 30:25.03        | Ali Ahmed Al-Amri                                                                                 | 30:25.03 PB  | Nasser Jamal Nasser                                                                   | 30:33.62   |
| Bieg na 3000 m z przeszkodami | Ali Ahmed Al-Amri                                                                       | 8:42.94         | Kamal Ali Thamer                                                                                  | 8:43.09      | Saad Salem Malek                                                                      | 8:57.86    |
| Bieg na 110 m przez płotki    | Huang Hao                                                                               | 13.64 PB        | Rayzamshah Wan Sofian                                                                             | 13.84 NJR PB | Yan Xu                                                                                | 13.99      |
| Bieg na 400 m przez płotki    | Bandar Yahya Al-Sharakili                                                               | 51.23           | Mohammed Daak                                                                                     | 51.99        | Jun'ya Imai                                                                           | 52.02      |
| Sztafeta 4 x 100 m            | Tajlandia · Srimunta Montree · Taweesak Pooltong · Tawarit Chantaphan · Pratan Parueang | 40.30           | Oman · Mohamed Al-Kasbi · Ahmed Nasser Al-Waheibi · Abdullah Al-Sooli · Mohamed Al-Rawahi         | 40.56        | Chińskie Tajpej · Liang Tse-ching · Yi Wei-chen · Ho Hsien-tsung · Lin Pao-tung       | 40.67      |
| Sztafeta 4 x 400 m            | Japonia · Mitsuhiro Abiko · Akihiro Katsumata · Masato Yokota · Yūzō Kanemaru           | 3:10.09         | Arabia Saudyjska · Yonas Al-Hosah · Mohamed Ali Al-Bishi · Bandar Al-Sharakili · Ismail Al-Sabani | 3:11.46      | Tajlandia · Yotsanee Chanwit · Nanin Chaiwut · Wuttichai Nhuanktang · Teerwet Tawanba | 3:13.51    |
| Chód na 10 000 m              | Bai Xuejin                                                                              | 43:48.91 PB     | Hiroyuki Hirano                                                                                   | 45:43.66     | Yūsuke Suzuki                                                                         | 47:06.99   |
| Skok wzwyż                    | Huang Haiqiang                                                                          | 2.20            | Torlarp Sudjinda                                                                                  | 2.18 SB      | Vitaliy Tsykunov                                                                      | 2.16 SB    |
| Skok o tyczce                 | Yang Yansheng                                                                           | 5.30            | Takafumi Suzuki                                                                                   | 5.20         | Junya Nagata                                                                          | 5.10 SB    |
| Skok w dal                    | Zhang Xiaoyi                                                                            | 7.78            | Noriyuki Sakurai                                                                                  | 7.62 PB      | Mohammad Arzandeh                                                                     | 7.59 NJR   |
| Trójskok                      | Mohamed Yusuf Salman                                                                    | 16.42 NR NJR SB | Varunyoo Kongnil                                                                                  | 15.82 NJR SB | Nguyễn Mạnh Hiếu                                                                      | 15.68 PB   |
| Pchnięcie kulą                | Wang Like                                                                               | 20.17 PB        | Saurabh Vij                                                                                       | 19.62        | Meshari Suroor Saad                                                                   | 19.60 NJR  |
| Rzut dyskiem                  | Mohammad Samimi                                                                         | 61.52           | Zhang Qun                                                                                         | 55.60        | Dong Hao                                                                              | 54.29 PB   |
| Rzut młotem                   | Yang Dong                                                                               | 71.66 PB        | Zhou Heng                                                                                         | 68.66 PB     | Reza Moghaddam                                                                        | 64.51 PB   |
| Rzut oszczepem                | Li Yu                                                                                   | 74.93           | Chen Yu-wen                                                                                       | 71.29 SB     | Wang Qingbo                                                                           | 69.36      |
| Dziesięciobój                 | Zhu Hengjun                                                                             | 7316 pkt.       | Liao Shu-chien                                                                                    | 6808 pkt.    | Mohamed Al-Qaree                                                                      | 6564 pkt.  |

### Kobiety
| Konkurencja:               | 1. miejsce                                               | Rezultat     | 2. miejsce                                                                             | Rezultat   | 3. miejsce                                                                           | Rezultat     |
| Bieg na 100 m              | Nao Okabe                                                | 11.76 SB     | Wang Yaqi                                                                              | 11.84      | Ayaka Takeuchi                                                                       | 12.03        |
| Bieg na 200 m              | Chen Jue                                                 | 24.19        | Ghofrane Mohammad                                                                      | 24.45 SB   | Kunya Harnthong                                                                      | 24.74        |
| Bieg na 400 m              | Li Xueji                                                 | 53.43        | Chen Cuiyu                                                                             | 54.80      | Irina Zudikhina                                                                      | 55.72        |
| Bieg na 800 m              | Tong Xiaomei                                             | 2:08.10      | Kieko Shinada                                                                          | 2:09.70    | Jhuma Khatun                                                                         | 2:09.95      |
| Bieg na 1500 m             | Akane Ota                                                | 4:30.16      | Liu Fang                                                                               | 4:30.17    | Aki Matsunaga                                                                        | 4:31.09      |
| Bieg na 3000 m             | Mio Fukahori                                             | 9:30.59 PB   | Kazue Kojima                                                                           | 9:30.62 SB | Kim Jong-hyang                                                                       | 9:30.79 PB   |
| Bieg na 5000 m             | Nami Matsuda                                             | 16:10.95     | Karima Saleh Jassem                                                                    | 16:24.28   | Kim Jong-hyang                                                                       | 16:49.86 PB  |
| Bieg na 100 m przez płotki | Zhang Hongpei                                            | 14.09        | Natalya Asanova                                                                        | 14.24      | Azizah Ibrahim                                                                       | 14.59        |
| Bieg na 400 m przez płotki | Ghofrane Mohammad                                        | 57.66 NR NJR | Chen Yumei                                                                             | 59.52      | Li Ling                                                                              | 60.34        |
| Sztafeta 4 x 100 m         | Chiny · Tao Yujia · Liang Qiuping · Wang Yaqi · Chen Jue | 44.95        | Japonia · Ayaka Takeuchi · Nao Okabe · Yuka Nagakura · Miyako Kumasaka                 | 45.66      | Tajlandia · Jitladda Kunkaew · Sintara Seangdee · Ketsiri Wongchai · Kunya Harnthong | 46.49        |
| Sztafeta 4 x 400 m         | Chiny · Chen Yumei · Li Ling · Chen Cuiyu · Li Xueji     | 3:40.37      | Tajlandia · Karat Srimuang · Treewadee Yongphan · Krittaporn Pengsut · Kunya Harnthong | 3:44.61    | Indie · Mandeep Kaur · Sini Jose · Anu Mariam Jose · Poovamma Machettira Raju        | 3:45.36      |
| Chód 10 000 m              | Li Cui                                                   | 49:28.11     | Chai Xue                                                                               | 49:28.45   | Fumika Kiryu                                                                         | 50:08.14     |
| Skok wzwyż                 | Svetlana Radzivil                                        | 1.90 NJR     | Jekaterina Jewsejewa                                                                   | 1.88 SB    | Nadiya Dusanova                                                                      | 1.84         |
| Skok o tyczce              | Zhang Yingning                                           | 4.20         | Noor Akma Abdul Fatah                                                                  | 3.40       | Ruchi Tewari                                                                         | 3.00         |
| Skok w dal                 | Aleksandra Kotlyarova                                    | 6.02 SB      | Hitomi Nakano                                                                          | 5.94       | Rima Taha Farid                                                                      | 5.92         |
| Trójskok                   | Anna Bondarenko                                          | 13.18        | Tao Yujia                                                                              | 13.07      | Irina Litvinenko                                                                     | 13.03        |
| Pchnięcie kulą             | Li Li                                                    | 16.78        | Oksana Kot                                                                             | 14.94      | Izumi Yoshida                                                                        | 14.35        |
| Rzut dyskiem               | Tan Jian                                                 | 55.74        | Wang Bin                                                                               | 55.41      | Narumi Ejima                                                                         | 48.20        |
| Rzut młotem                | Wang Zheng                                               | 60.16        | Wang Yang                                                                              | 59.33      | Galena Minyayeva                                                                     | 52.55 NJR PB |
| Rzut oszczepem             | Zhu Jingya                                               | 55.54        | Zhang Ying                                                                             | 55.14      | Momoko Matsumoto                                                                     | 53.19 SB     |
| Siedmiobój                 | Wei Xiaobin                                              | 4968 pkt.    | Olga Łapina                                                                            | 4882 pkt.  | Anastasya Kudinova                                                                   | 4734 pkt.    |